# 트리니티 칼리지 (케임브리지 대학교)
트리니티 칼리지(Trinity College)는 케임브리지 대학교를 구성하는 칼리지 중 하나이다. 헨리 8세에 의해 1546년에 창설되었다. 2008년을 기준으로 31명의 노벨상 수상자와 필즈상 수상자, 아이작 뉴턴 등 수많은 유명 인사를 배출한 칼리지이다.